# Oliarus hyalina
Oliarus hyalina är en insektsart som beskrevs av Franz Xaver Fieber 1876. Oliarus hyalina ingår i släktet Oliarus och familjen kilstritar. Inga underarter finns listade i Catalogue of Life.